# Mircea Angelescu
Mircea Angelescu (* 1938; † 6. Oktober 2009) war ein rumänischer Fußballfunktionär.

## Werdegang
Der hauptberufliche Bauingenieur und Hochschullehrer Angelescu leitete ab Mitte der 1960er Jahre die Geschicke des rumänischen Fußballverbandes. Zunächst war er bis 1968 Vizepräsident, anschließend Präsident des Verbandes. 1975 rückte er als Vizepräsident zunächst bis 1978 wieder ins zweite Glied. 1981 kehrte er erneut in den Vorstand als Vizepräsident der Organisation zurück, 1986 übernahm er erneut den Vorsitz, den er bis zur rumänischen Revolution 1989 innehatte. 
1990 war Angelescu unter Präsident Ion Iliescu kurzzeitig Sportminister, zwischen 1992 und 1996 war er später Gründungsvorsitzender des neu geschaffenen rumänischen Ligaverbandes.
Angelescu wurde 2004 mit dem Verdienstorden „Meritul sportiv“ II. Klasse und 2008 I. Klasse ausgezeichnet.